# ヘラルドグループ
ヘラルドグループ (Herald-Group) は、かつて存在した企業グループ。
名古屋市の実業家である古川為三郎によって創立され、古川グループと呼ばれることもある。映画館や飲食店の経営、映画の配給などを、中心にメディアや興業関係のサービスを提供していた。中核企業はヘラルドコーポレーション。

## 概要
古川為三郎が創業した古川グループ（ヘラルドグループ）は、 為三郎の長男（古川勝巳）一族のヘラルドグループ、為三郎の次男のフジオカ開発（藤岡カントリ—クラブ）、為三郎の三男一族の株式会社平安（ダイナランド）・株式会社エフワン（今池国際劇場）に分かれ、さらにヘラルドグループは、古川勝巳の次男（古川為之）のヘラルドグループ（名古屋）と三男（古川博三）の日本ヘラルド映画に分かれた。2003年、「グレイスヒルズカントリー倶楽部」のゴルフ場開発で抱えた負債により、ヘラルドコーポレーションは経営破綻し、ヘラルドグループは解体した。

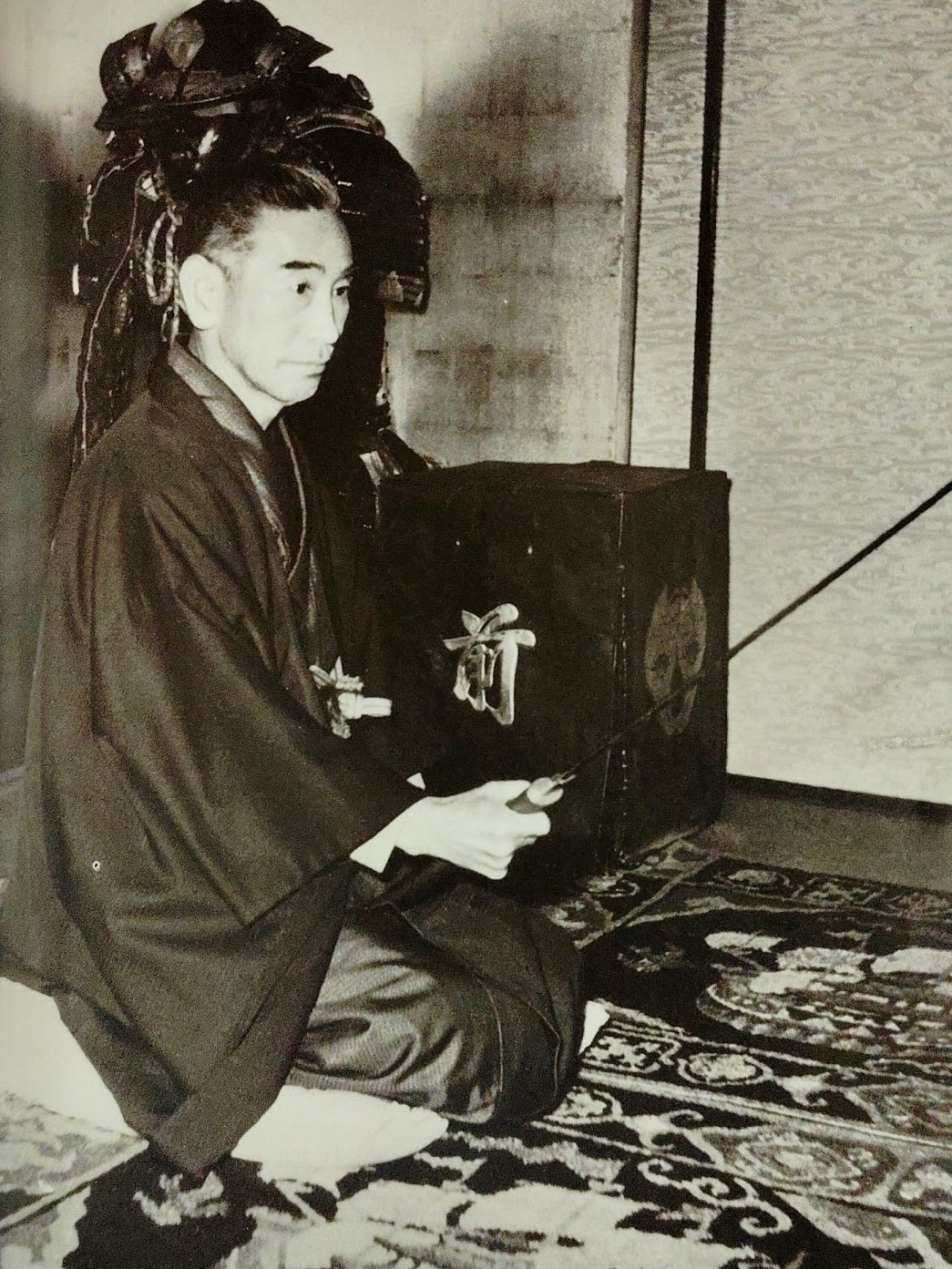
古川為三郎

## 歴史

### 戦前の歴史

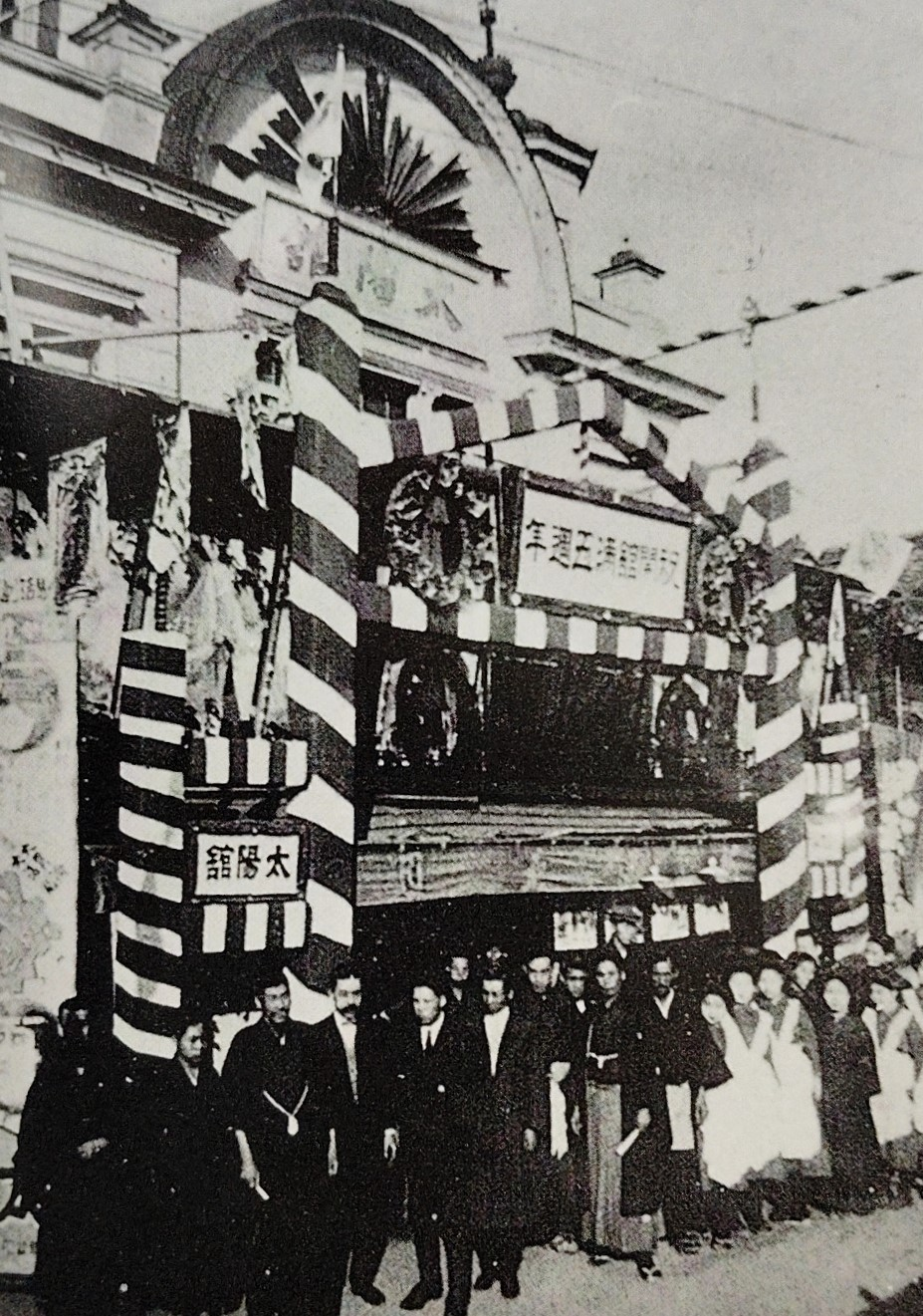
太陽館

- 1921年（大正10年） - 名古屋市中区大須に古川為三郎が映画館「太陽館」を開館。
- 1922年（大正11年） - 名古屋市中区大須に映画館「帝国館」を開館。
- 1923年（大正12年） - 名古屋市中区大須に映画館「帝国座」を開館。
- 1924年（大正13年） - 太陽館近くに「肉なべ屋」を開店。
- 1925年（大正14年） - 名古屋市北区に映画館「富士劇場」を開館。
- 1931年（昭和6年）- 名古屋市千種区に映画館「今池劇場」を開館。
- 1932年（昭和7年） - 名古屋市中区大須に映画館「大勝館」を開館。
- 1933年（昭和8年） - 「肉なべ屋」を改装し喫茶レストラン「資生堂パーラー大須店」を開店。
- 1936年（昭和11年） - 鶴舞公園前に「資生堂パーラー公園店」を開店。
- 1939年（昭和14年） - 名古屋市中区大須に「資生堂パーラー赤門店」を開店。
- 1945年（昭和20年） - 太平洋戦争の空襲により、名古屋市西区の映画館「弁天座」を残し、映画館7館と資生堂パーラー全店を焼失。

### 戦後の歴史

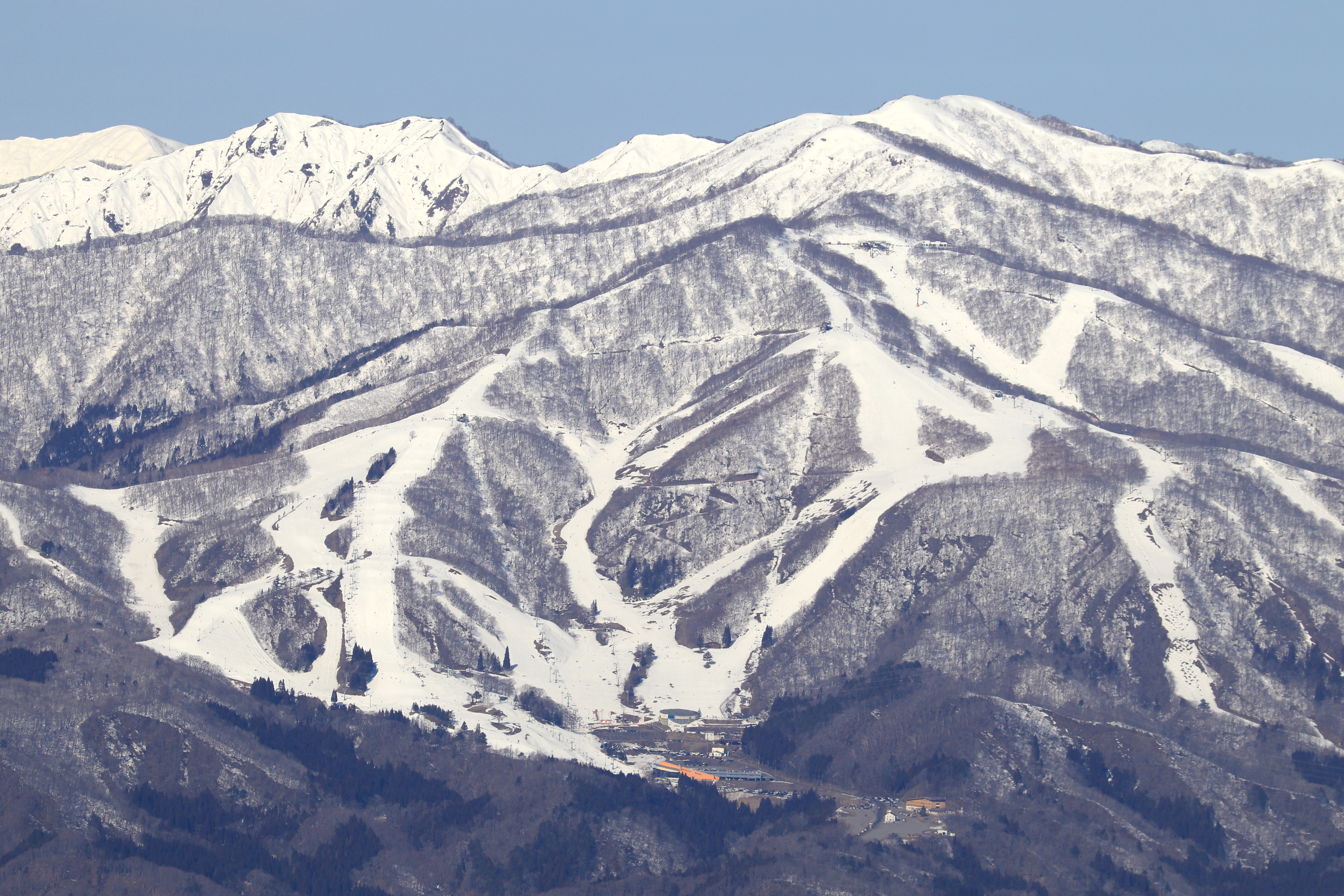
ダイナランド

- 1946年（昭和21年） - 名古屋駅前に洋画専門館「メトロ劇場」を開館
- 1946年（昭和21年） - 名古屋市千種区に「今池国際劇場」を開館。
- 1947年（昭和22年） - 喫茶「資生堂パーラー広小路店」を開館。
- 1948年（昭和23年） - 株式会社資生堂を設立し、会長に古川為三郎が就任。
- 1950年（昭和25年） - 名古屋市中区に「ミリオン座」を開館。
- 1951年（昭和26年） - 広小路土地興業株式会社を設立し、会長に古川為三郎が就任。
- 1956年（昭和31年） - 有限会社欧米映画配給社を設立し、会長に古川為三郎、社長に古川勝巳が就任。
- 1956年（昭和31年） - 名古屋市中村区に「マキノ劇場」を開館。
- 1957年（昭和32年） - 有限会社欧米映画配給社をヘラルド映画株式会社に商号及び組織変更。
- 1957年（昭和32年） - 「資生堂パーラーサンロード店」「資生堂パーラー栄地下街北店」「メトロレコードメイチカ店」を開店。
- 1960年（昭和35年） - 名古屋市中村区に「毎日ホール劇場・毎日地下劇場」を開館。
- 1960年（昭和35年） - 弘洋株式会社（現株式会社C-Forest）を設立し、社長に古川為三郎が就任。
- 1960年（昭和35年） - パチンコ店を開店。
- 1961年（昭和36年） - 株式会社ヘラルド映画興行を設立し、会長に古川為三郎が就任。
- 1961年（昭和36年） - ヘラルド映画株式会社と株式会社ニッポンシネマコーポレーションが合併し、日本ヘラルド映画株式会社が発足。
- 1964年（昭和39年） - 株式会社中日シネラマ会館を設立し、会長に古川為三郎が就任。総合レジャービル「中日シネラマ会館」（後のヘラルドシネプラザ）が開館。
- 1967年（昭和42年） - 「資生堂パーラー栄地下街南店」「資生堂パーラーメトロ店」を開店。
- 1969年（昭和44年） - ボウリング場運営会社として中日ボウリング株式会社を設立し、会長に古川為三郎が就任。
- 1969年（昭和44年） - 株式会社中日シネラマ会館が広小路土地興業株式会社を吸収合併。
- 1971年（昭和46年） - 古川グループによって「藤岡カントリークラブ」を開場。
- 1971年（昭和46年） - 株式会社資生堂がヘラルドフーヅ株式会社に社名変更。
- 1971年（昭和46年） - 株式会社ヘラルド映画興行が中日ボウリング株式会社を吸収合併し、ヘラルド興業株式会社となる。
- 1972年（昭和47年） - 古川グループ、「大日岳国際スキー場」（後のダイナランド）を開場。
- 1972年（昭和47年） - 名古屋市天白区に「ヘラルド文化センター」を開設。
- 1972年（昭和47年） - 名古屋市天白区にアイスクリーム工場を設立。
- 1973年（昭和48年） - ヘラルド興業株式会社が株式会社中日シネラマ会館を吸収合併。古川土地建物株式会社を設立。
- 1973年（昭和48年） - レストラン「資生堂サロン」を開店。「資生堂パーラージャスコ八事店」を開店。
- 1975年（昭和50年） - 資生堂パーラーをベルヘラルドに改名。
- 1976年（昭和51年） - シネプラザに「シネマA」を開館。
- 1976年（昭和51年） - 「ベルヘラルド上前津店」「ベルヘラルド豊田店」「ベルヘラルド稲沢店」を開店。
- 1977年（昭和52年） - 「フレッシュベーカリー八事店」「フレッシュベーカリー広小路店」「ベルヘラルド藤ヶ丘店」を開店
- 1978年（昭和53年） - 「フレッシュベーカリー恵方店」「メトロレコード栄店」を開店。
- 1980年（昭和55年） - 「ヘラルドローラーリンク」を栄・天白・岡崎にオープン。
- 1982年（昭和57年） - 「ヘラルドテニスクラブ一宮」をオープン。「ベルヘラルド一宮インター店」を開店。
- 1983年（昭和58年） - 名古屋市中村区に「ゴールド劇場・シルバー劇場」を開館。
- 1983年（昭和58年） - イタリア料理店を開店。
- 1984年（昭和59年） - 「ビデオステーション」栄北店・メイチカ店を開店。
- 1985年（昭和60年） - 名古屋ケーブルネットワーク株式会社を設立。
- 1985年（昭和60年） - 「ベルヘラルド大須店」を開店。
- 1985年（昭和60年） - 豊田市の猿投温泉に「ホテル金泉閣」をオープン。
- 1986年（昭和61年） - 日本ヘラルド映画・ヘラルド興業社長の古川勝巳の死去に伴い、ヘラルド興業副社長の古川為之が、日本ヘラルド映画、ヘラルド興業などグループ各社の社長に、日本ヘラルド映画副社長の古川博三がヘラルド興業副社長など各社役員に就任。

### ヘラルドコーポレーション

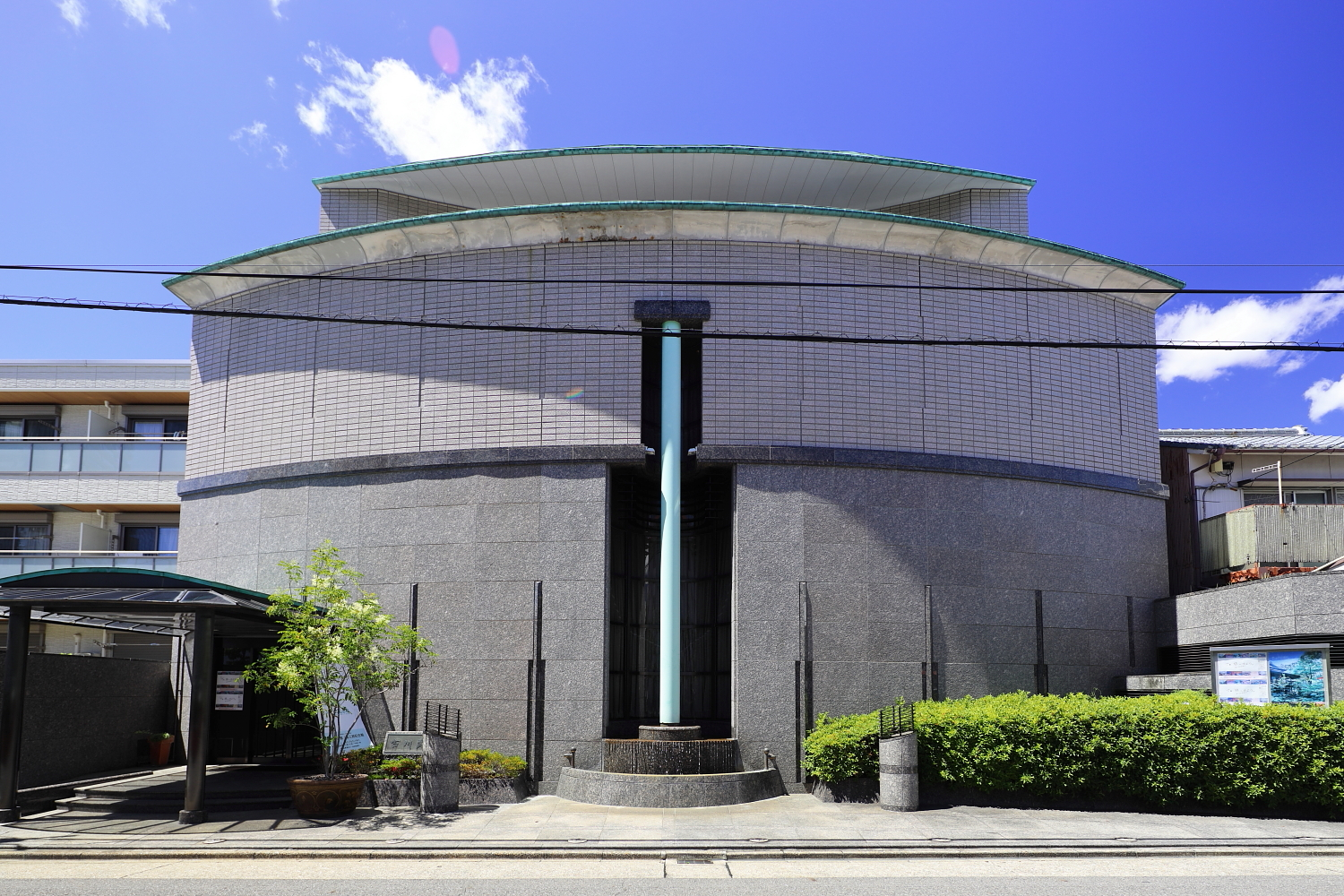
古川美術館

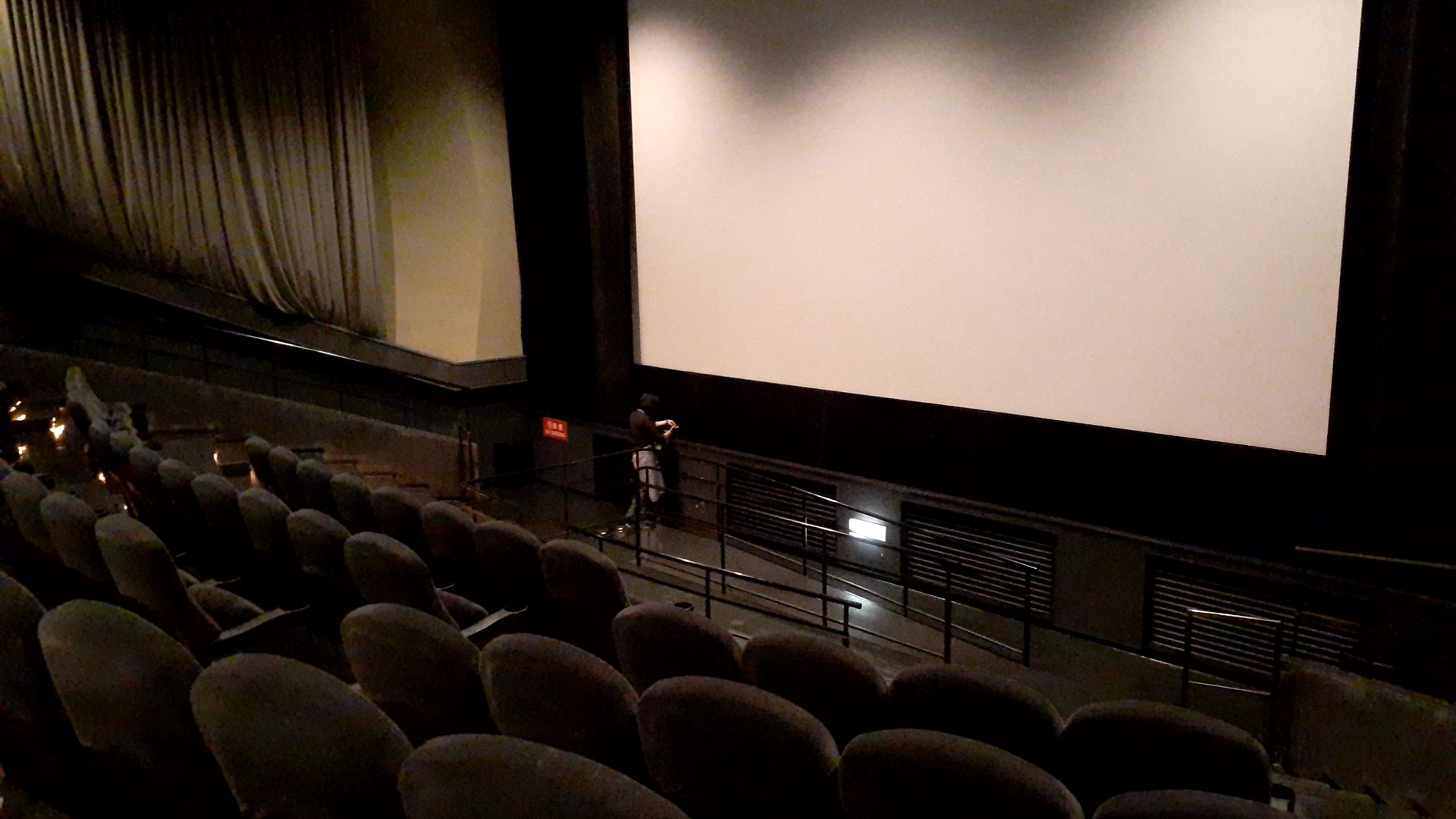
センチュリーシネマ

- 1987年（昭和62年） - ヘラルドフーヅ株式会社、ヘラルド興業株式会社、三重劇場株式会社の3社が合併し、株式会社ヘラルドコーポレーションが発足。
- 1987年（昭和62年） - 名古屋市中区に天むすび専門店を開店。
- 1987年（昭和62年） - 財団法人古川会を設立し、理事長に古川為三郎が就任。
- 1988年（昭和63年） - 名古屋駅地下街にCD・ビデオ店「メトロミュージックステーション」を開店。
- 1988年（昭和63年） - ヘラルドシネプラザ内に「シネプラザ50」を開館。
- 1989年（平成元年） - 「グレイスヒルズカントリー倶楽部」の開発に着手。
- 1989年（平成元年） - 名古屋パルコ内に「カフェベルヘラルド」、「ベルヘラルドパルコ売店」を開店。
- 1989年（平成元年）12月 - 日本ヘラルド映画、会長の古川為三郎が名誉会長に、古川為之が会長に、古川博三が社長に就任。
- 1991年（平成3年） - 財団法人古川会「古川美術館」を開館。
- 1993年（平成5年） - 日本ヘラルド映画、会長の古川為之が取締役に、古川博三が会長に就任。
- 1993年（平成5年） - ヘラルドグループ創業者・名誉会長の古川為三郎が死去。
- 1993年（平成5年） - 「ベルヘラルドジャスコシティ八事店」を開店。
- 1994年（平成6年） - 名古屋市中区に「ZXA」、「ZXAカラオケ館」をオープン。
- 1995年（平成7年） - ヘラルドシネプラザ内に「ヘラルドカラオケランド」をオープン。
- 1995年（平成7年） - ヘラルドシネプラザ内に「シネプラザ4」を開館。
- 1996年（平成8年） -  新設されたヘラルド・エステート株式会社（後の株式会社角川ヘラルド・ピクチャーズ）が、（旧）日本ヘラルド映画株式会社より映画配給事業を譲り受け、（新）日本ヘラルド映画株式会社に社名変更。
- 1997年（平成9年） - 「ベルヘラルド広小路伏見店」を開店。
- 1999年（平成11年）  - ヘラルドリゾート開発が「グレイスヒルズカントリー倶楽部」を開場。弘洋株式会社がヘラルド不動産株式会社を合併し、ヘラルド不動産株式会社に社名変更。
- 2000年（平成12年） - 名古屋パルコ内に「センチュリーシネマ」を開館。
- 2001年（平成13年） - 名古屋ケーブルネットワーク株式会社が、スターキャット・ケーブルネットワーク株式会社に社名変更。
- 2001年（平成13年） - 名古屋市中区栄地下に「ベルヘラルド シャポーブラン栄南店」を開店。
- 2002年（平成14年） - スターキャット・ケーブルネットワーク株式会社がジャスダック上場。ヘラルド不動産株式会社がヘラルド・エステート株式会社（旧・日本ヘラルド映画株式会社）を吸収合併。
- 2003年（平成15年）12月5日 - 約300億円の負債を抱え、株式会社ヘラルドコーポレーションが民事再生手続開始[3]。

## 主な企業
- 株式会社ヘラルドコーポレーション - 洋菓子・パンの製造販売、喫茶店（ベルヘラルド）・ベーカリー・イタリア料理店・和食店の経営、映画の興行、アミューズメント施設（ボウリング・ビリヤード・ゲーム・カラオケ）の経営。1999年1月期の年商は54億6000万円。センチュリーシネマとゴールド劇場・シルバー劇場は、スターキャット・エンタープライズが継承。飲食事業は株式会社Belle･Chapeauが継承。　
  - ヘラルドリゾート開発株式会社（ゴルフ場「グレイスヒルズカントリー倶楽部」開発・経営） - ゴルフ場事業をリゾートトラスト株式会社傘下のリゾートトラストゴルフ事業株式会社に譲渡。
  - 株式会社Belle･Chapeau（飲食店の経営、 菓子の製造及び販売等）- 2017年4月に株式会社プリムイソベンに株式売却をされる。
  - ヘラルド不動産株式会社（不動産の販売・賃貸・管理） - ヘラルドグループの不動産の管理と賃貸事業を行ってきた。グループ中核会社ヘラルドコーポレーションの民事再生手続きの中で株式会社整理回収機構による指導のもと、営業譲渡及び免責的債務引受方式によって私的再生の道を選択する。株式会社Belle・Heraldの商号を経て現在は株式会社C-Forestとして存続。
  - 株式会社中部日本倶楽部会館（不動産賃貸・管理） - 1948年に愛知県財界企業の中日新聞、松坂屋、日本碍子、ノリタケカンパニー、名古屋鉄道、名古屋銀行等100社を超える企業・個人の株主となり、社交場の運営会社として設立された。近年は不動産賃貸会社として伏見ミリオン座等賃貸事業を行っていた。株式会社Belle HeraldがTOBにより子会社化し2015年に吸収合併される。（平成26年7月14日 官報第6331号参照）
  - 古川土地建物株式会社（不動産賃貸・管理）- ヘラルドコーポレーションの民事再生により経営が悪化し特別清算[4]。
  - 株式会社ボスカンパニー（パチンコ店舗の経営）
  - 岐阜ピカデリー株式会社（映画興行会社） - 岐阜日活として開業した岐阜ピカデリーの運営会社。
  - スターキャット・ケーブルネットワーク（ケーブルテレビ局） - 株式公開前、古川土地建物・古川為之・ヘラルドコーポレーション・ボスカンパニー・ヘラルド・エステートが株式を保有していたが、2003年11月に中部電力系のシーテックに株式売却され、2016年現在はCNCI（コミュニティネットワークセンター）の傘下。映画館事業を引き継いだ。
  - 猿投温泉開発株式会社（ホテル金泉閣） - 2003年豊田温泉開発株式会社として再建し、2020年以降は真城ホールディングスの傘下。
  - 財団法人古川（古川美術館） - 公益財団法人古川知足会（理事長古川為之、理事古川為三郎の三男）として存続。
- ヘラルド・エステート株式会社 - 旧・日本ヘラルド映画。日本ヘラルド映画の社員寮などの不動産を所有。2002年9月にヘラルド不動産と合併（解散時の代表は古川博三）。
- 日本ヘラルド映画株式会社（映画輸入・配給） - 古川博三をオーナーとして独立する。のちに株式会社角川ホールディングスの100％子会社となり、2005年8月に商号を株式会社角川ヘラルド・ピクチャーズへ変更する。2006年に角川映画株式会社を存続会社として合併して、角川ヘラルド映画となる。2007年に角川映画へ商号変更する。角川映画は2011年1月に角川書店に吸収合併され、角川書店も2013年10月にKADOKAWAに吸収合併される。
  - ヘラルド・エンタープライズ株式会社 - 初代法人は、日本ヘラルド映画株式会社出版局を継承し「ヘラルド出版」名義で出版事業やアニメ映画の製作・配給、VHS・レーザーディスクの発売を行っていた。二代目法人（後の角川シネプレックス株式会社）は、映画興行会社。
  - 株式会社ヘラルド・エース - 邦画製作と非英語圏映画の輸入・配給。1995年に角川書店と提携して独立。1998年住友商事系の会社と合併し、現在のアスミック・エースに。2012年よりジュピターテレコム子会社。
  - 株式会社ヘラルドミュージック - 2000年独立。その後株式会社エイチ・アンド・エム・インコーポレーテッドに社名変更。

## 経営した映画館

### 毎日ホール劇場・毎日地下劇場
毎日ホール劇場（まいにちホールげきじょう）は、愛知県名古屋市中村区名駅4丁目7番35号にあった劇場。

#### 歴史
1960年（昭和35年）、旧毎日ビルの4階に毎日ホール劇場が開館した。当初は映画のみならずコンサートやファッションショーなどの催しも行うイベントホールだったが、後に映画館に一本化。その後、同じ毎日ビル地下1階に毎日地下劇場（まいにちちかげきじょう）がオープンし、2館体制となった。
1989年（平成元年）には総工事費8千万円をかけて改装し、主として東宝洋画系の作品をメインに上映していた。毎日ビルの建て替えにより、2002年（平成14年）1月18日に毎日ホール劇場が、1月25日に毎日地下劇場が閉館し、42年の歴史に幕を閉じた。跡地にはミッドランドスクエアが建設された。ミッドランドスクエアには中日本興業が経営するミッドランドスクエアシネマがある。

#### スクリーン
- 毎日ホール劇場
4階。定員563人。常に洋画と、ヒット予想の高い邦画を上映。日劇プラザ（現・TOHOシネマズ日劇スクリーン3）や日比谷スカラ座（現・TOHOシネマズスカラ座）系の作品が多かった。
- 毎日地下劇場
地下1階。定員208人。やや特徴のある洋画と邦画を上映。みゆき座（現・TOHOシネマズみゆき座）やニュー東宝シネマ（現・TOHOシネマズ有楽座）系の作品が多かった。